# Золотницьке (Кам'янський район)
Золотни́цьке — село в Україні, у Кам'янському районі Дніпропетровської області.
Входить до складу Лихівської селищної громади. Населення — 4 мешканця.

## Назва
Назване на честь Володимира Трохимовича Золотницького, голови Військової канцелярії в Криму, члена комісії з переселення татар, прокурора у Кременчуці та Катеринославі, службовця Новоросійської губернської канцелярії.

## Географія
Село Золотницьке знаходиться на відстані 1 км від села Миколаївка і за 1,5 км від села Троїцьке. По селу протікає пересихаючий струмок з загатою.

## Населення

### Мова
Розподіл населення за рідною мовою за даними перепису 2001 року:
| Мова       | Відсоток |
| ---------- | -------- |
| українська | 100 %    |

## Інтернет-посилання
- Погода в селі Золотницьке [Архівовано 20 грудня 2011 у Wayback Machine.]

1. ↑  Сергій Волинець. Telegram. Процитовано 6 червня 2025.
2. ↑  Рідні мови в об'єднаних територіальних громадах України — Український центр суспільних даних